# Paralaksa
Paralaksa (grč. παράλλαξις: promjena, odstupanje) je prividan pomak nebeskog tijela opažan iz dvaju različitih smjerova; služi za određivanje udaljenosti nebeskih tijela. U astronomiji postoji dnevna i godišnja paralaksa. Dnevna paralaksa nekoga nebeskoga tijela kut je pod kojim se s toga tijela vidi Zemljin polumjer. Mjeri se promatranjem tijela iz različitih točaka na Zemlji, ili uz pomoć njezine vrtnje, a svodi se na središte Zemlje; ekvatorska horizontska paralaksa tijela ona je dnevna paralaksa koja bi bila viđena da se promatrači nalaze na krajevima duljine jednake ekvatorskomu polumjeru, a tijelo da je jednomu promatraču u obzoru. Srednja vrijednost takve Mjesečeve paralakse iznosi 3422,45" = 57', a Sunčeve 8.794". Zvijezde su previše daleko da bi im se mogla izmjeriti dnevna paralaksa. Zbog toga se mjeri godišnja (trigonometrijska) paralaksa, tj. kut pod kojim se sa zvijezde vidi polumjer Zemljine staze oko Sunca. Mjeri se kao polovica najvećega kutnoga pomaka zvijezde bilježenoga u razdoblju od jedne godine s obzirom na referentni sustav dalekih zvijezda, odnosno galaktika. Udaljenost zvijezde (u parsecima ili pc) računa se s pomoću izraza: r = 1/p, gdje je p paralaksa, tj. kut iskazan u lučnim sekundama. Najbliža zvijezda Proxima Centauri (Alpha Centauri) ima p = 0.772". Točnost mjerenja kutova sa Zemlje iznosi 0,03", a s umjetnog satelita Hipparchos 0.002".

## Triangulacija
Triangulacija (srednjovjekovni lat. triangulatio, od lat. triangulum: trokut) je određivanje položaja točaka u trigonometrijskoj mreži trokuta, koje se provodi mjerenjem kutova među stranicama pojedinih trokuta, uz određivanje duljine najmanje jedne od stranica trokuta (baza ili geodetska osnovica). Iz dobivenih podataka izračunavaju se ostale veličine trokuta te određuju koordinate pojedinih točaka (trigonometrija). Na terenu se triangulacija provodi mjerenjem kutova između dvaju vizurnih pravaca u nekoj ishodišnoj točki, dobivenih viziranjem dalekozorom na oznake postavljene na ciljnim točkama. Mjere se vodoravni i vertikalni kutovi; mjerenje kuta može biti optičko (optički teodolit) ili elektroničko (totalna stanica), uz digitalni prikaz i zapis, a kadšto je i potpuno automatizirano, uključujući viziranje. Duljine pojedinih stranica određuju se posebnim postupcima i mjernim instrumentima.

### Udaljenost do objekta mjerenjem dva kuta
Triangulacija se može iskoristiti za mjerenje udaljenosti do objekta:
{\displaystyle \ell ={\frac {d}{\tan \alpha }}+{\frac {d}{\tan \beta }}}
Iz toga proizlazi:
{\displaystyle d=\ell \,/\,({\tfrac {1}{\tan \alpha }}+{\tfrac {1}{\tan \beta }})}
Koristeći trigonometrijske jednadžbe: tan α = sin α / cos α i sin(α + β) = sin α cos β + cos α sin β, dobivamo:
{\displaystyle d={\frac {\ell \sin \alpha \sin \beta }{\sin(\alpha +\beta )}}}
Iz ove jednadžbe lako možemo izračunati neku udaljenost do objekta, ako se mjere dva kuta prema objektu i udaljenost između dvije mjerne točke.

## Određivanje udaljenosti Mjeseca i Sunca
Udaljenost predmeta koji se mogu promatrati iz dva različita položaja određuju se triangulacijom ili mjerenjem trokuta kojemu je jedna stranica tražena udaljenost. Uz pomoć matematičkih izraza za kosokutan trokut može se nakon mjerenja izračunati vrijednost udaljenosti. Ista metoda, primijenjena u astronomiji, naziva se metodom paralakse. Ako se promatra nebesko tijelo, recimo Mjesec (planeti ili bliska zvijezda), s krajeva Zemljine putanje oko Sunca 1 i 2 (vidi sliku desno), tada će se Mjesec uočiti na 2 mjesta među zvijezdama na nebu, doći će do promjene ili paralakse. No za razliku od triangulacije na Zemlji, gdje se mjere kutovi uz geodetsku bazu, astronom izravno određuje kut paralakse p kao onaj kut za koji se nebesko tijelo pomakne na pozadini koju tvore daleke zvijezde, mjeri se izravno kut na nebeskoj sferi. Kada je geodetska baza smještena na Zemlji, kut paralakse zove se dnevnom paralaksom. Naziv potječe otuda što jedan promatrač može u toku dana, zbog Zemljine vrtnje, da zagleda nebesko tijelo iz različitih smjerova. Ujedno, dnevna je paralaksa dokaz Zemljine vrtnje oko svoje osi. Ako se centar Mjeseca promatra tako kao da se promatrači nalaze na krajevima duljine jednake polumjeru Zemljina ekvatora, pri čemu je Mjesec u obzoru (horizontu) jednom od promatrača, tada se kut paralakse p naziva horizontska ekvatorska paralaksa. Tom je paralaksom jednoznačno određena udaljenost centra Mjeseca od centra Zemlje. Kod srednje udaljenosti Mjeseca od Zemlje paralaksa iznosi 57 '. Točnost mjerenja metodom paralakse opada s udaljenošću nebeskog tijela. Metodom paralakse udaljenost Sunca ne može se izravno izmjeriti. Da bi se stoga odredila njegova udaljenost, paralaktički se mjeri udaljenost nekog planeta u trenutku njegove najmanje udaljenosti i primjenjuje se poznati odnos između veličina staza planeta i Zemlje.

### Paralaktičko određivanje udaljenosti zvijezda
Udaljenosti zvijezda prvi su izmjerili Friedrich Bessel (1784. – 1846.), Friedrich von Struve (1793. – 1864.) i Thomas Henderson (1798. – 1844.) u razdoblju od 1835. do 1838. Iako su osnovne metode bile poznate još od antike (triangulacija), otkriće je zakasnilo jer su zvijezde veoma udaljene i mjerni instrumenti nisu bili toliko precizni. Da bi se izmjerila paralaksa zvijezda, potrebno je uzeti najveću geodetsku bazu koja je čovjeku na raspolaganju, a to je staza Zemlje oko Sunca. Kako Zemlja obilazi oko Sunca, tako astronom opaža odabranu zvijezdu uvijek u drugom smjeru. Iz položaja Zemlje Z1 i Z2 na suprotnim krajevima putanje, zvijezda na nebeskoj sferi se vidi u točkama P1 i P2. Kutni razmak točaka P1 i P2 mjeri se na nebeskoj sferi izravno, a kut p zove se godišnja paralaksa. Kut godišnje paralakse veoma je malen, a udaljenost zvijezda velika, pa polumjer Zemljine putanje (AJ) predstavlja mali odsječak luka na kružnici opisanoj oko zvijezda. Polumjer kružnice jednak je omjeru luka i centralnog kuta:
r = aZ / p
jer je godišnja paralaksa u svih zvijezda manja od lučne sekunde, to se praktičniji izraz dobiva ako se radijani zamijene lučnim sekundama. Kako je 2π rad = 360 °, odnosno 1 rad = 206 265", a aZ = 1 AJ, to slijedi:
r = 206 265 AJ / p (") = pc / p (")
Ovdje je uvedena nova mjerna jedinica za udaljenost, parsek (pc). Vrijedi:
1 pc = 206 265 AJ = 3,2616 sg = 3.086 • 1016 m
Velike udaljenosti zvijezda pogodnije je umjesto u astronomskim jedinicama ili metrima, mjeriti u parsekima. Udaljenost zvijezde mjerena parsekima jednaka recipročnoj vrijednosti godišnje paralakse mjerene lučnim sekundama. Jedan parsek jednak je udaljenosti s koje bi se polumjer Zemljine staze oko Sunca, postavljen okomito, vidio pod kutom od jedne lučne sekunde (1 "). Udaljenosti je, međutim, zgodno navoditi i u svjetlosnim godinama (sg), a istog su reda veličine kao i parseki. Vrijedi:
1 sg = 9.46 • 1015 m
Prve zvijezde kojima su udaljenosti bile određene jesu 61 Labuda, Vega (26 sg) i α Kentaura (eng. Alpha Centauri). Najbliža zvijezda do Sunca je Proksima Kentaura, najbliža zvijezda u trostrukom sustavu α Kentaura. Do daljine od 12 svjetlosnih godina (sg) ima tridesetak zvijezda. U prosjeku te su zvijezde udaljene jedne od druge 6 – 7 sg. Paralaktička metoda određivanja udaljenosti zvijezda veoma je pouzdana. Osniva se samo na geometrijskim odnosima. Udaljenost zvijezde tim putem određena, kao i sam kut p, naziva se još i trigonometrijskom paralaksom. Metoda služi dok se mogu mjeriti kutovi, do daljine od otprilike 200 svjetlosnih godina.

## Poveznice
- Parsek